# 무카이촌 (아오모리현)
무카이촌(向村)은 아오모리현 산노헤군에 설치되었던 촌이다.

## 연혁
- 1889년 4월 1일 - 정촌제 시행에 의해 산노헤군 오무카이촌, 오무카이촌과 합병해 무카이촌이 성립하였다.
- 1936년 8월 20일 - 산노헤군 산노헤정과 경계의 일부를 변경하였다.
- 1955년 4월 20일 - 산노헤군 히라라사키촌과 합병해 난부촌이 되어 소멸하였다.